# Zeffirino Bertelli
Zeffirino Bertelli (Genova, 6 ottobre 1917 – Africa Settentrionale Italiana, 3 maggio 1941) è stato un militare italiano, decorato di medaglia d'oro al valor militare alla memoria nel corso della seconda guerra mondiale.

## Biografia
Nacque a Genova il 27 maggio 1917, figlio di Clemente Guido e di Gilda Sbuzzi. 
Dopo aver conseguito il diploma di geometra presso l'Istituto tecnico di Milano, nel 1938 venne ammesso a frequentare la Scuola allievi ufficiali di complemento d'artiglieria di Potenza e nel 1939 fu nominato aspirante ufficiale nella specialità motorizzata. Assegnato al 132º Reggimento artiglieria della 132ª Divisione corazzata "Ariete", nel giugno 1940 partecipò alle operazioni contro la Francia sul fronte occidentale. Promosso sottotenente nell'agosto dello stesso anno, il 22 gennaio 1941 partì per l'Africa Settentrionale Italiana al seguito della Divisione. Cadde in combattimento a Ras el Medamur, Cirenaica, 3 maggio 1941 e per onorarne il coraggio in questo frangente venne insignito della medaglia d'oro al valor militare alla memoria.

### Fonti
1. ↑  Gruppo Medaglie d'Oro al Valore Militare 1965, p. 669.
2. 1 2  Gruppo Alpini Novi Ligure.
3. 1 2 3 4  Combattenti Liberazione.
4. ↑  Quirinale - scheda - visto 23 gennaio 2023.
5. ↑  Registrato alla Corte dei conti, addì 11 marzo 1942, registro 7 guerra, foglio 301.